# Vésky (przystanek kolejowy)
Vésky – przystanek kolejowy w miejscowości Uherské Hradiště, w dzielnicy Vésky, w kraju zlińskim, w Czechach. Znajduje się na wysokości 190 m n.p.m.
Na przystanku nie ma możliwości zakupu biletów, a obsługa podróżnych odbywa się w pociągiu. 

## Linie kolejowe
- 341 Staré Město u Uh.Hradiště - Vlárský průsmyk